# أوسكار جاكوبسن
أوسكار جاكوبسن (بالنرويجية البوكمول: Oscar Jacobsen)‏ هو مهندس وسياسي نرويجي، ولد في 1850، وتوفي في 6 أغسطس 1902. حزبياً، نشط في الحزب الليبرالي. وقد انتخب Minister of Labour and Social Inclusion ‏ (5 مارس 1888 – 13 يوليو 1889).